# Philip J. Lampi
Philip J. Lampi auch Phil Lampi (* 5. Oktober 1944 in Fitchburg, Massachusetts) ist ein US-amerikanischer Historiker und Wissenschaftler.

## Leben
Lampi wurde in Kinderheimen aufgezogen, da seine geschiedene Mutter sich nicht um ihn kümmern konnte. Im Stetson Home for Boys wurde er erstmals durch den World Almanac des Jahres 1959 auf vergangene Wahlen und deren Ergebnisse aufmerksam. Bereits während seiner Zeit auf der High School begann er mit der Aufbereitung und Vervollständigung von bekannten Wahldaten mit Hilfe weiterer Quellen und von Zeitungsberichten. Er verließ seinen Brotberuf und widmete sich in der Bibliothek der 1812 gegründeten American Antiquarian Society (AAS) in Worcester der Aufgabe, die Daten früherer Wahlen übersichtlich darzustellen. In seinen jahrzehntelangen Forschungen wurde Lampi, der nie studiert hatte, von Wissenschaftlern in Worcester und auch von anderen Einrichtungen, wie dem staatlichen National Endowment for the Humanities in Washington, D.C., ermutigt und unterstützt. Lampi arbeitet heute als Forscher in der Bibliothek der AAS.
Lampis Daten, die er in Zettelkästen aufbewahrte, sind inzwischen zu 60 Prozent digitalisiert und stehen der Öffentlichkeit zur Verfügung. Sie umfassen Daten aus insgesamt achtzehntausend Wahlen aus der Zeit von 1787 bis 1825. Diese Veröffentlichung ist eine Gemeinschaftsarbeit des Hobbywissenschaftlers, der American Antiquarian Society und der Tufts University in Medford und Somerville.

## Veröffentlichungen
- Handgeschriebenes Manuskript: New Jersey Votes, 1791–1816.
- Democratic Newspapers in Massachusetts, Worcester, Massachusetts, USA 1998.
- A New Nation Votes. Datei der Tufts University: